# Harmothoe micraspis
Harmothoe micraspis är en ringmaskart som beskrevs av Eliason 1962. Harmothoe micraspis ingår i släktet Harmothoe och familjen Polynoidae. Arten har ej påträffats i Sverige. Inga underarter finns listade i Catalogue of Life.